# 迪奧提撒威
迪奧提撒威（Diotisalvi），意大利建築師，活躍在12世紀的比薩，其中最知名的項目為比薩斜塔。

## 作品
他的許多作品都有一些共同的缺陷，如像比薩斜塔般傾斜，和下沉現像。這主要是由於比薩地基下面土層的特殊性。以下是他的部份作品：

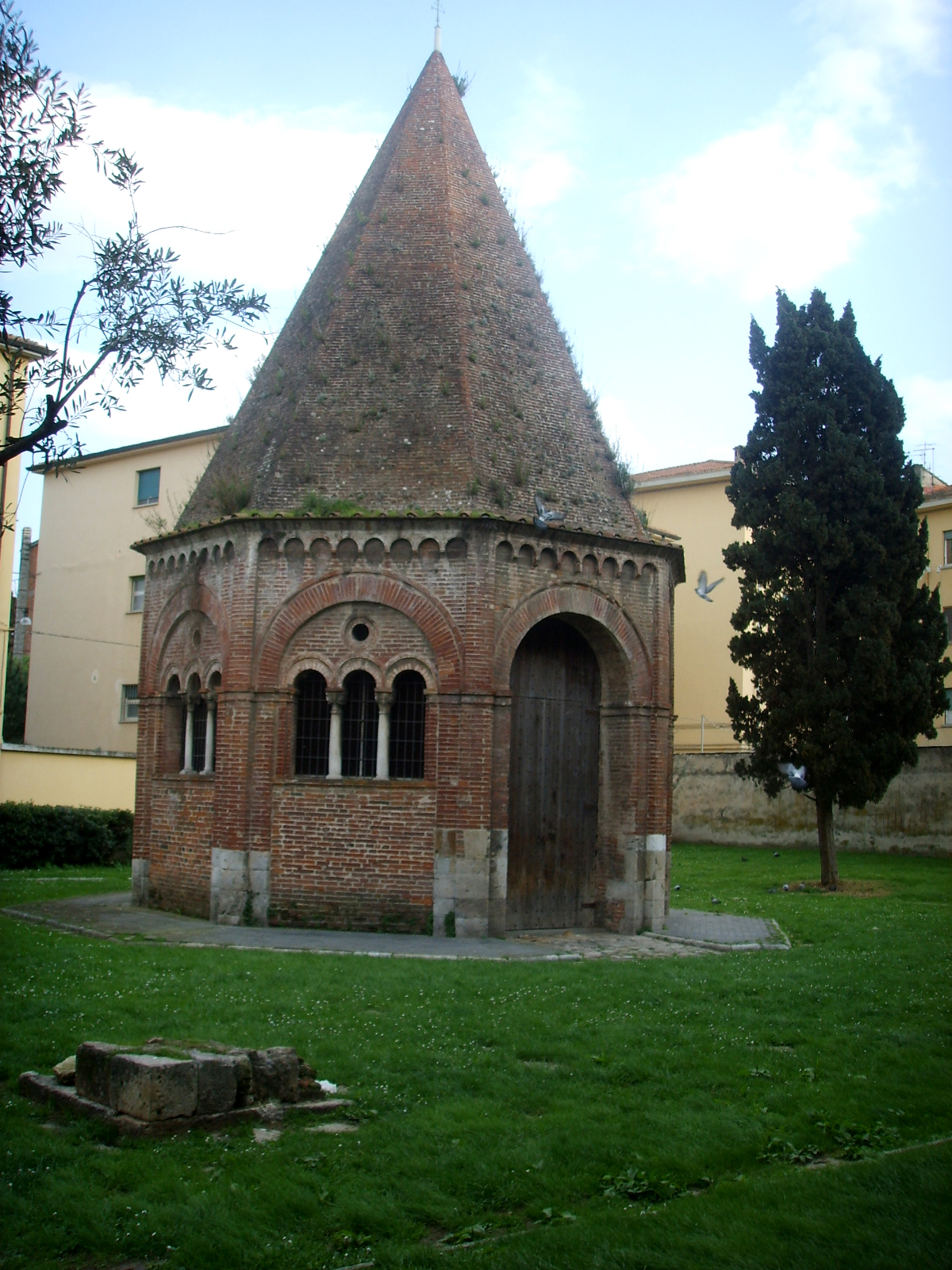
聖阿加莎教堂
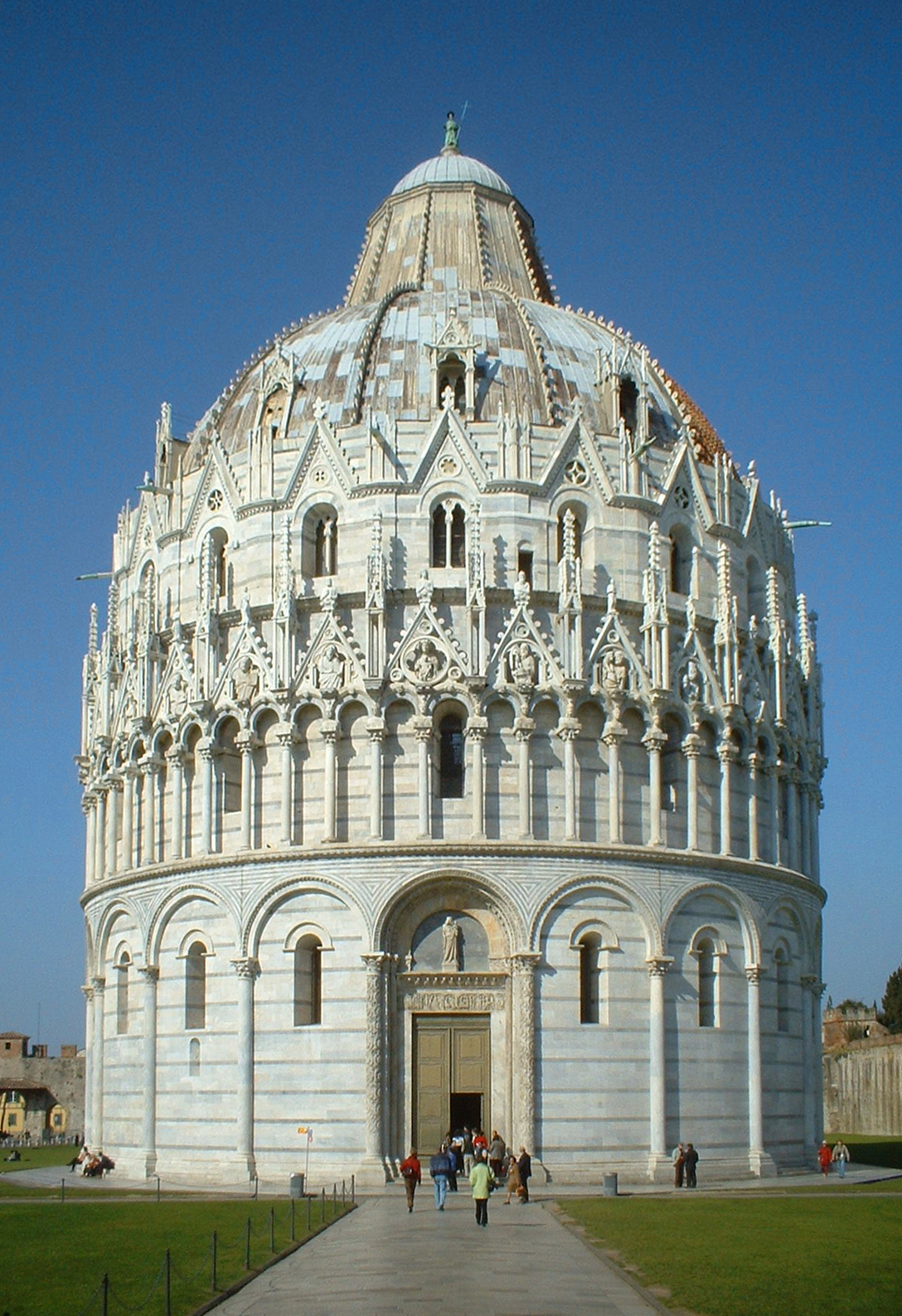
聖若望洗禮堂
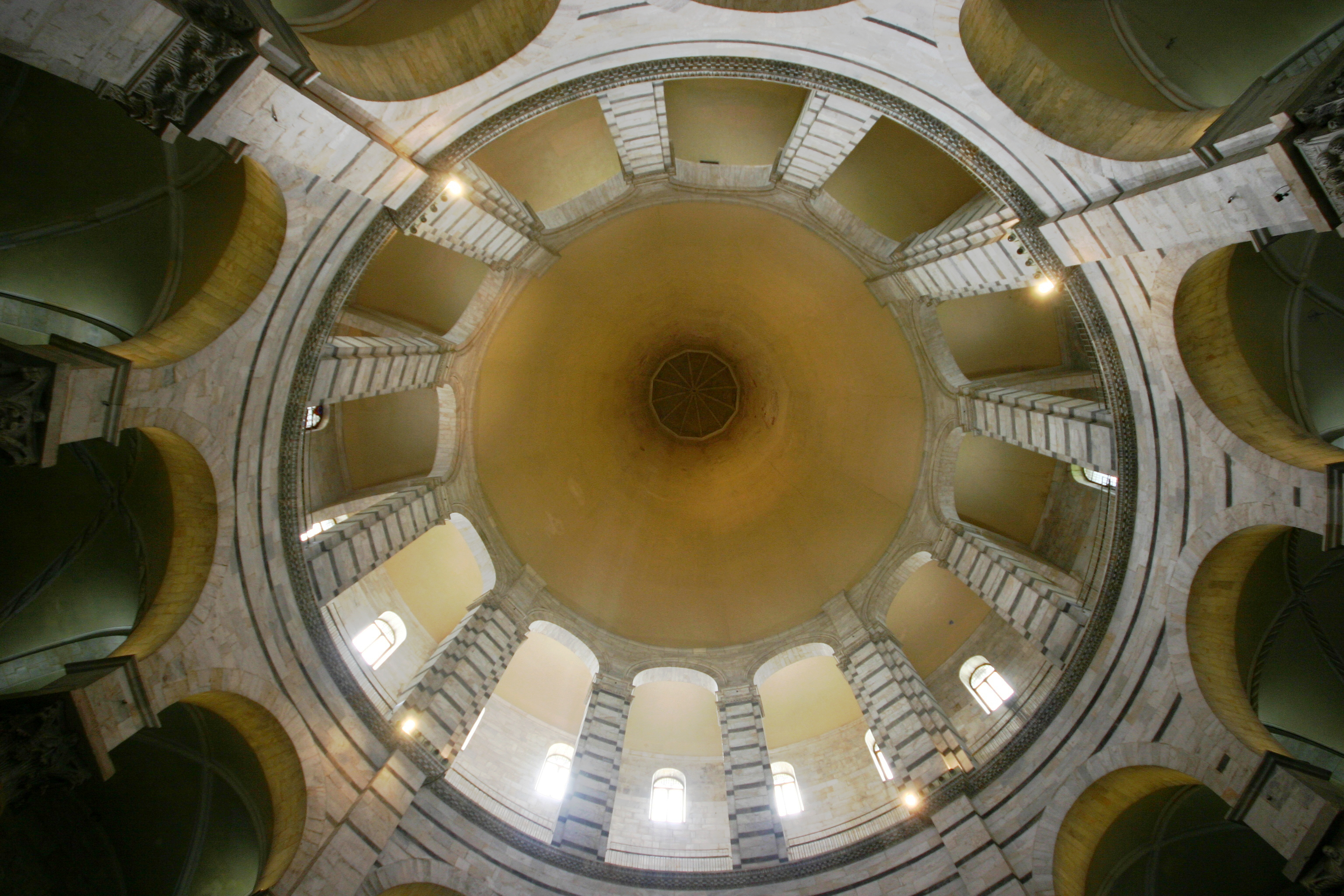
聖若望洗禮堂的內部視圖
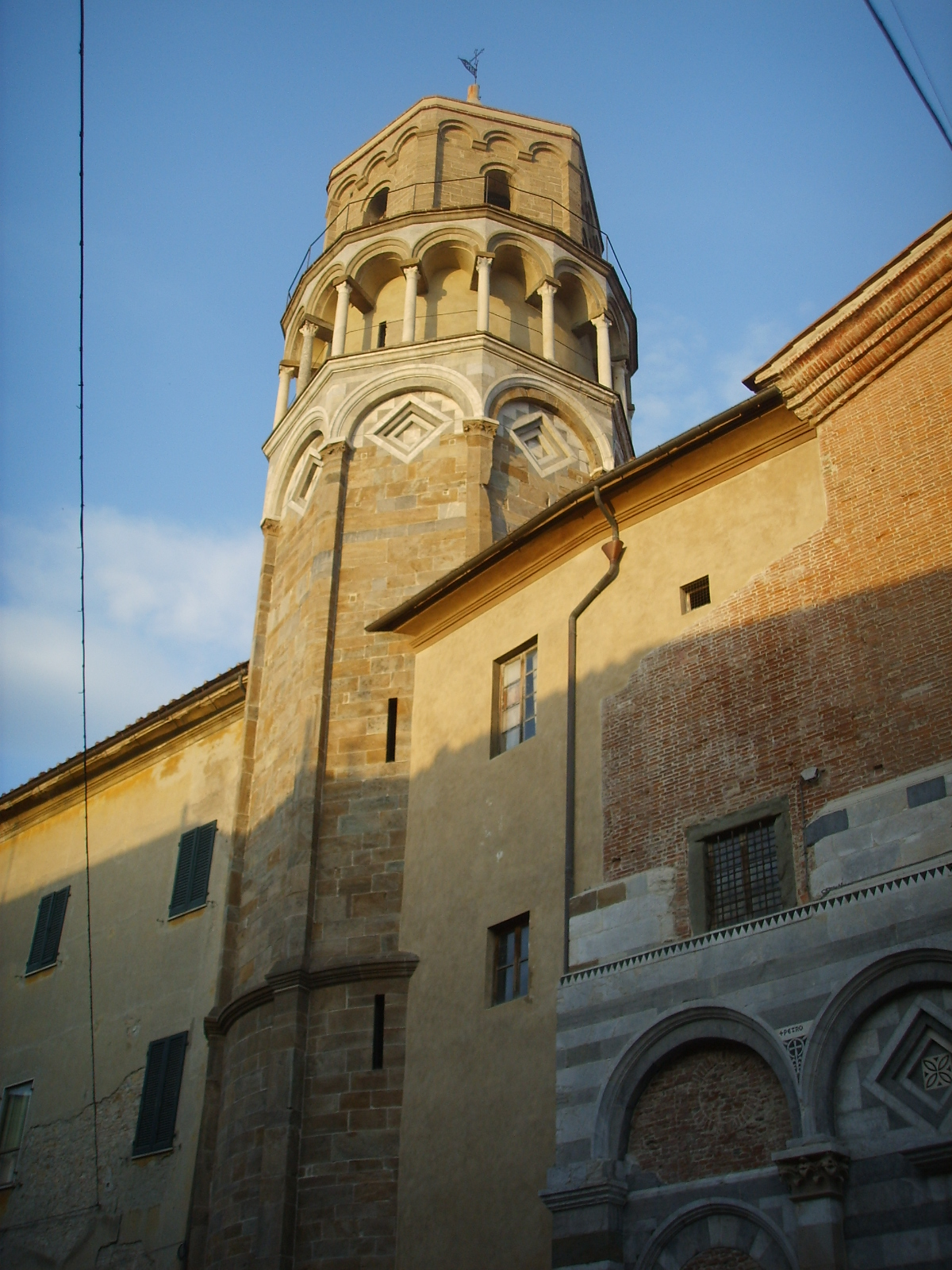
聖尼古拉的鐘樓
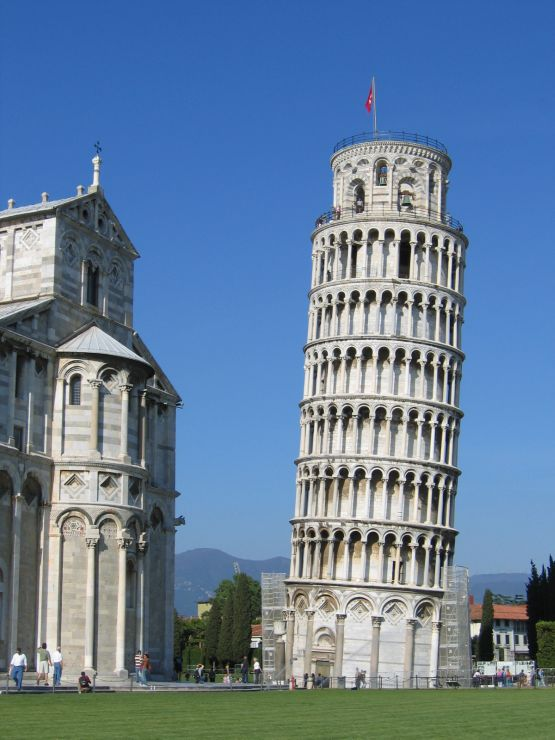
比薩斜塔